# Eyralpenus postflavida
Eyralpenus postflavida là một loài bướm đêm thuộc phân họ Arctiinae, họ Erebidae.